# Luke Steele
Luke Steele (ur. 13 grudnia 1979 w Perth) – wokalista i kompozytor zespołu The Sleepy Jackson. Jest również członkiem duetu Empire of the Sun.

## Życiorys
Steele pochodzi z muzycznej rodziny – jego siostra, Katy, jest wokalistką zespołu Little Birdy grającego indie rock. Jeden z braci, Jake, który był członkiem The Sleepy Jackson teraz gra na keyboardzie w zespole Injured Ninja.
W 2006 Steele zaręczył się z dziennikarką Jodi, która wstąpiła do zespołu The Sleepy Jacskon. W lipcu 2008 para została rodzicami – na świat przyszła ich córka, Sunny Tiger.
Muzyka artysty inspirowana jest dokonaniami takich zespołów jak The Cure, Elliott Smith, Paul McCartney, John Lennon, Brian Wilson, Carole King, James Taylor i Cole Porter.